# Stazione di Sant'Antonio
La stazione di Sant'Antonio è una stazione ferroviaria situata nel comune di Sant'Antonio di Gallura lungo la ferrovia Sassari-Tempio-Palau, utilizzata esclusivamente per i servizi turistici legati al Trenino Verde.

## Storia

La stazione in fase di costruzione, negli anni trenta del Novecento

La stazione fu realizzata ad alcuni chilometri di distanza dall'abitato di Sant'Antonio di Gallura tra la fine degli anni venti ed i primi anni trenta, in coincidenza coi lavori di costruzione della ferrovia tra Sassari e Palau portati avanti dalla Ferrovie Settentrionali Sarde, che della linea e della stazione fu anche il primo gestore. Le FSS inaugurarono la stazione il 18 gennaio 1932, in coincidenza con l'apertura al traffico dell'ultima parte della ferrovia tra Luras e Palau. La titolarità dello scalo e della linea passò in seguito alle Strade Ferrate Sarde nel 1933, a cui subentrarono le Ferrovie della Sardegna nel 1989.
Lo scalo venne utilizzato per i servizi di trasporto pubblico sino al 16 giugno 1997, data in cui il tronco tra Nulvi e Palau della linea, in cui l'impianto è compreso, venne chiuso al traffico ordinario restando in uso esclusivamente per i servizi turistici del Trenino Verde. Dal 2010 la stazione è gestita dall'ARST.

## Strutture e impianti

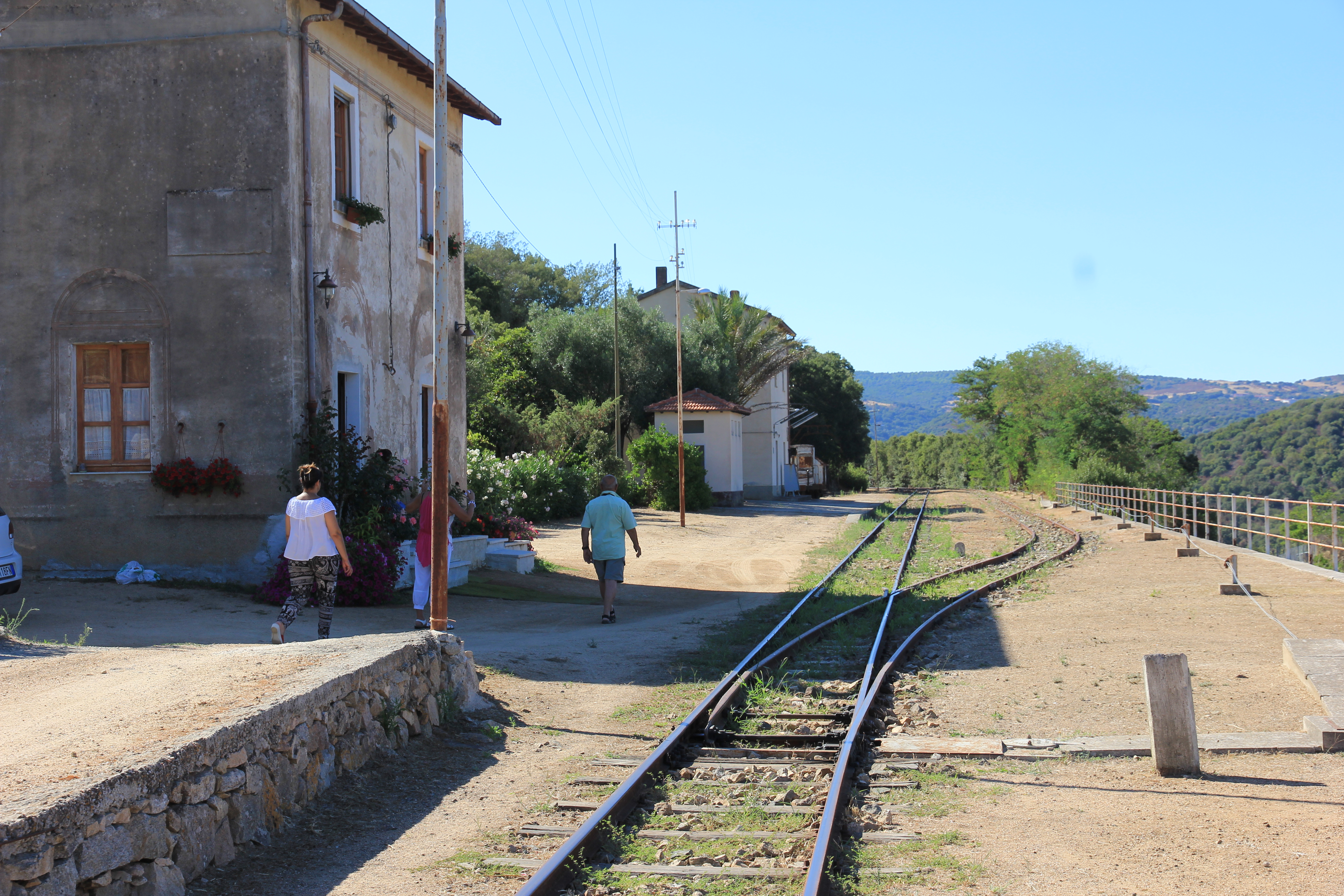
I due binari principali della stazione, con a sinistra quello di corsa e a destra quello di incrocio con relativo deviatoio di accesso

Situata a nord-ovest del centro abitato di Sant'Antonio di Gallura, non lontana dal lago Liscia, la stazione di Sant'Antonio presenta caratteristiche di scalo passante, ed è dotata complessivamente di tre binari a scartamento da 950 mm, di cui il primo di corsa ed il secondo passante dotati di banchine e attrezzati per la ricezione di treni viaggiatori.
Sempre dal binario uno ha origine anche un tronchino che termina dinanzi al dismesso scalo merci della stazione, composto da un piano caricatore e da un magazzino merci. Quest'ultimo è adiacente all'edificio principale della stazione, il fabbricato viaggiatori, una costruzione (chiusa al pubblico) a due piani a pianta quadrata con tetto a falde in laterizi e due luci sul lato binari. A est del fabbricato viaggiatori è situato un piccolo edificio che ospita le ritirate dell'impianto, mentre all'altezza degli scambi in uscita dalla stazione in direzione Palau è presente una casa cantoniera dismessa. L'impianto è impresenziato.

## Movimento

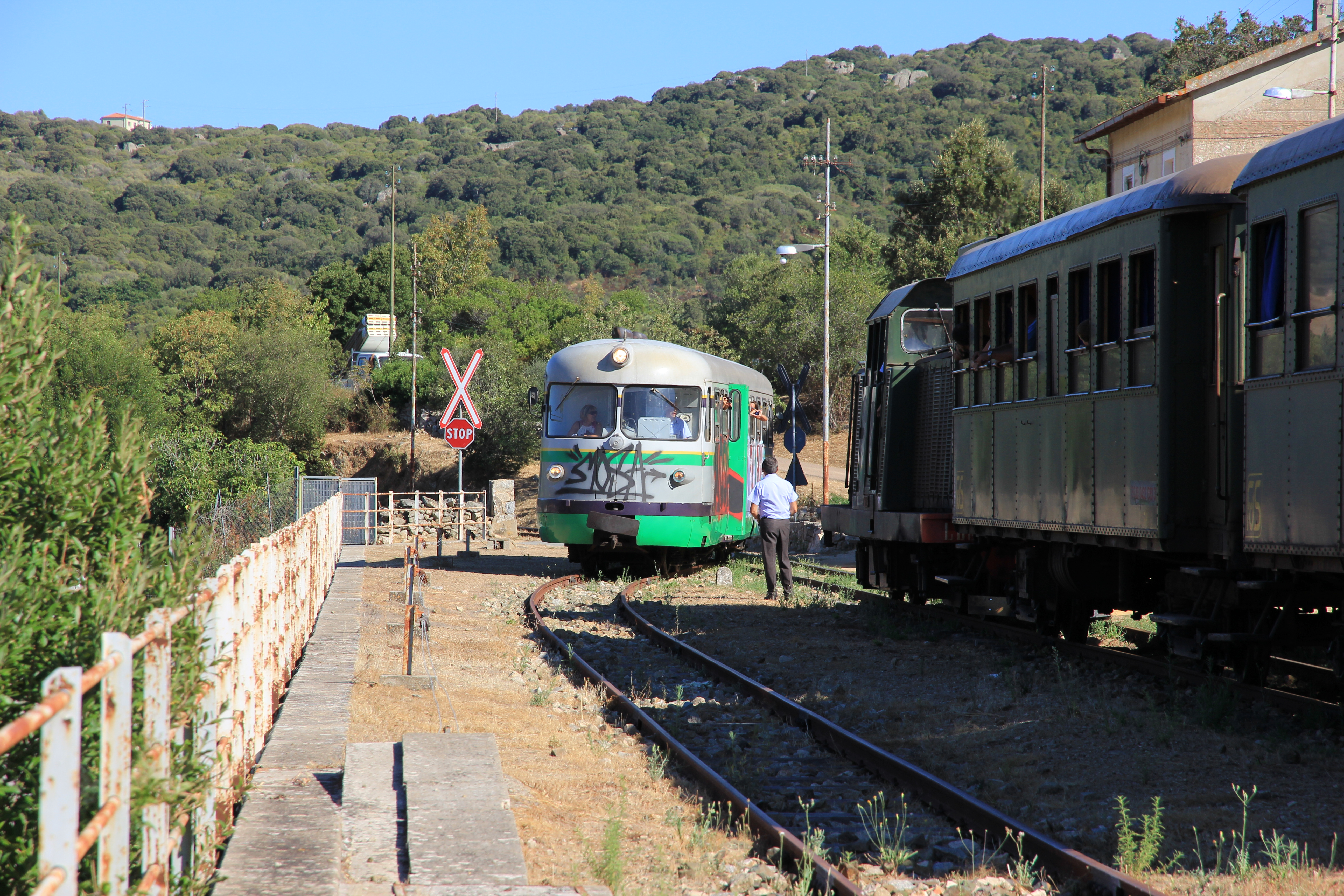
Incrocio tra treni turistici nella stazione: dal 1997 lo scalo è utilizzato esclusivamente per questa tipologia di traffico

Servita in passato dai treni per il servizio di trasporto pubblico delle varie concessionarie ferroviarie che hanno gestito la linea, la stazione dal giugno 1997 è utilizzata esclusivamente per le relazioni turistiche del Trenino Verde, effettuate a partire dal 2010 a cura dell'ARST.

## Servizi
La stazione è dotata di servizi igienici, sebbene di norma non siano a disposizione dell'utenza.
- Servizi igienici